# 哈利·崔德威

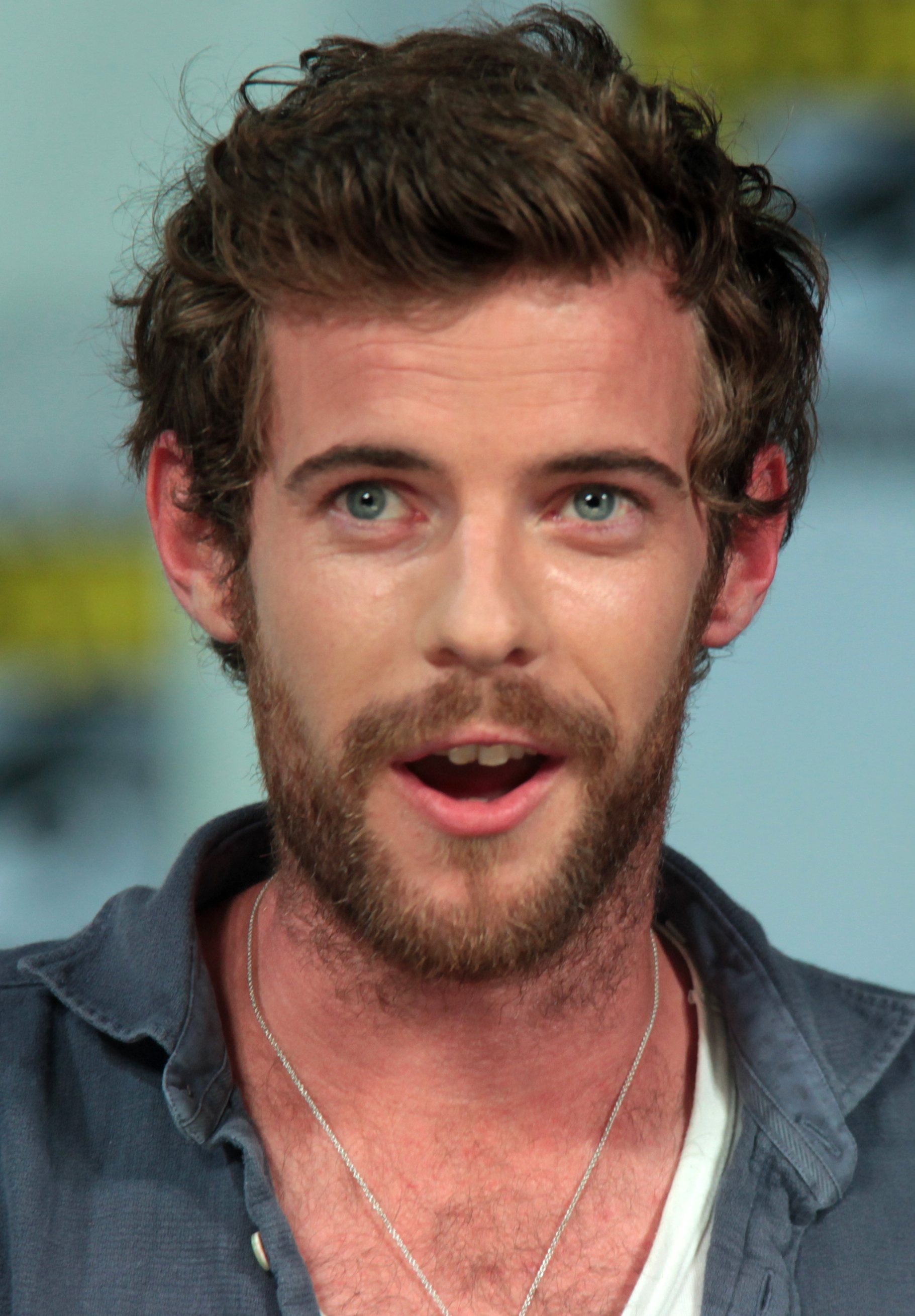

哈利·崔德威（英語：Harry Treadaway，1984年9月10日—）是英國的一位演員。他出生在德文郡的埃克塞特。他有一個雙胞胎兄弟盧克·崔德威。他現在居住在北倫敦。

## 外部連結
- 哈利·崔德威在互联网电影资料库（IMDb）上的資料（英文）